# Villamassargia

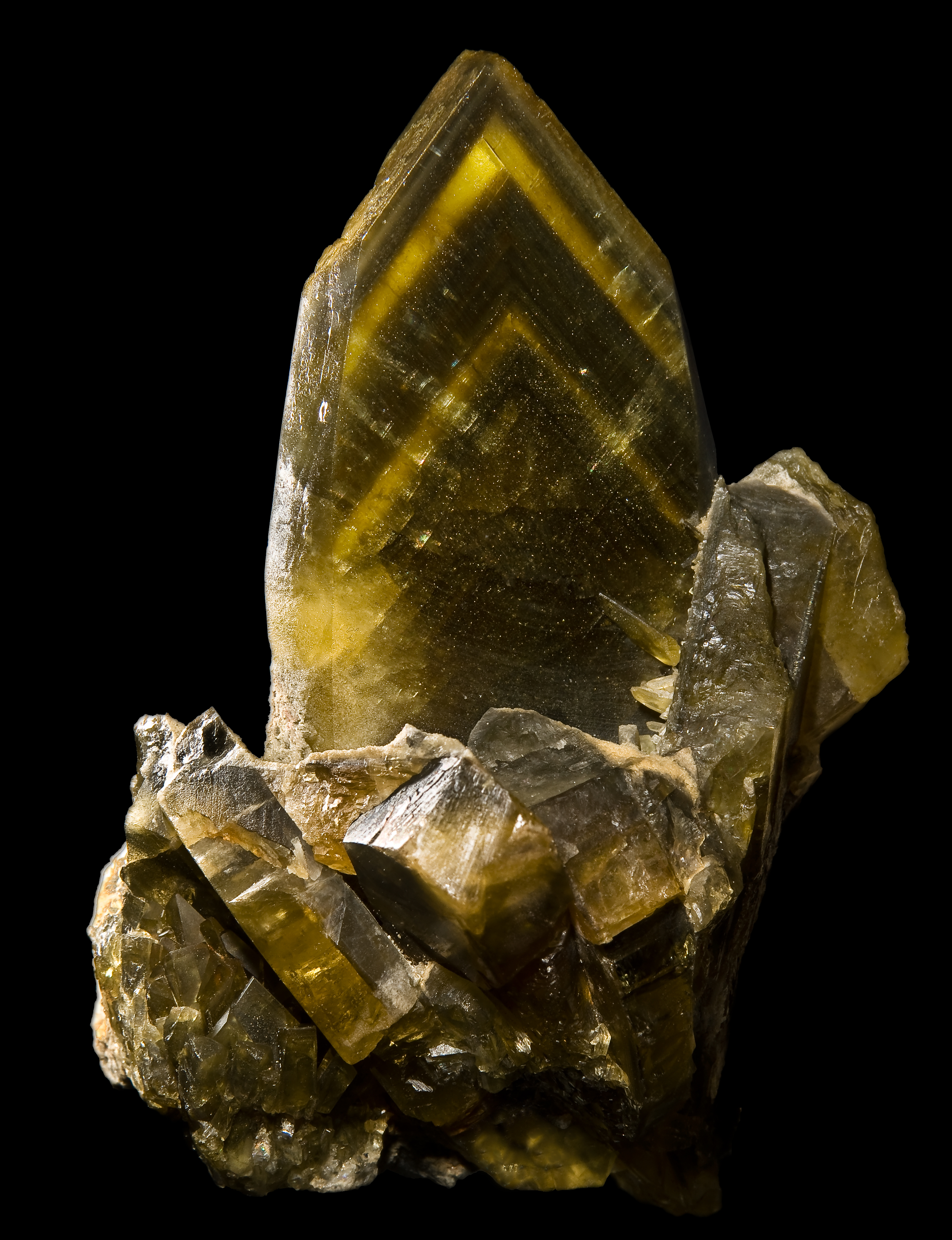
Bariet - Monte Mesu - Villamassargia

Villamassargia is een gemeente in de Italiaanse provincie Zuid-Sardinië (regio Sardinië) en telt 3755 inwoners (31-12-2004). De oppervlakte bedraagt 91,5 km², de bevolkingsdichtheid is 41 inwoners per km².

## Demografie
Villamassargia telt ongeveer 1277 huishoudens. Het aantal inwoners daalde in de periode 1991-2001 met 2,9% volgens cijfers uit de tienjaarlijkse volkstellingen van ISTAT.
| Jaar | Inwoneraantal |
| ---- | ------------- |
| 1991 | 3825          |
| 2001 | 3713          |

## Geografie
Villamassargia grenst aan de volgende gemeenten: Domusnovas, Iglesias, Musei, Narcao, Siliqua (CA).
Buggerru · Calasetta · Carbonia · Carloforte · Domusnovas · Fluminimaggiore · Giba · Gonnesa · Iglesias · Masainas · Musei · Narcao · Nuxis · Perdaxius · Piscinas · Portoscuso · San Giovanni Suergiu · Sant'Anna Arresi · Sant'Antioco · Santadi · Tratalias · Villamassargia · Villaperuccio
1. ↑  https://demo.istat.it/?l=it.